# Rosa Zelger Thaler
Rosa Zelger Thaler (* 3. Dezember 1957 in Truden) ist eine Südtiroler Politikerin.

## Leben
Beruflich war Zelger Thaler von 1976 bis 1979 im öffentlichen Dienst tätig, seit ihrer Heirat 1977 ist sie Bäuerin.
Im Jahr 1998 wurde sie auf der Liste der Südtiroler Volkspartei erstmals in den Landtag und damit gleichzeitig den Regionalrat Trentino-Südtirol gewählt, wo sie als einzige Abgeordnete die Bezirksgemeinschaft Überetsch-Unterland vertrat. Von 2003 bis 2008 war Zelger Thaler Vorsitzende der II. Gesetzgebungskommission, von Mai 2006 bis November 2008 Vizepräsidentin des Landtages. Bei den Landtagswahlen 2008 gelang Zelger Thaler mit 9.414 Vorzugsstimmen die Wiederwahl. Am 10. Februar 2011 wurde sie als Nachfolgerin Seppl Lamprechts zur Vizepräsidentin des Regionalrats gewählt. Am 1. Juni 2011 löste sie gemäß dem Rotationsprinzip Marco Depaoli als Präsidentin des Regionalrats ab. Vor den Landtagswahlen 2013 verzichtete sie auf eine erneute Kandidatur und schied somit aus der aktiven Politik aus.